# 벤드 스튜디오
벤드 스튜디오(Bend Studio, 이전 명칭: 블랭크/Blank, Berlyn & Co., Inc., Eidetic, Inc.)는 미국의 비디오 게임 개발사이다. 벤드에 위치해 있다. 1992년 설립된 이 스튜디오는 법시 3D, 사이폰 필터 시리즈, 데이즈 곤을 개발한 것으로 알려져 있다. 2000년부터 벤드 스튜디오는 플레이스테이션 스튜디오스의 퍼스트파티 개발사이다.

## 개발한 게임
- 법시 3D
- 사이폰 필터
- 사이폰 필터 2
- 사이폰 필터 3
- 사이폰 필터: 더 오메가 스트레인
- 사이폰 필터: 다크 미러
- 사이폰 필터: 로건스 섀도우
- 사이폰 필터: 컴뱃 옵스
- 레지스탕스: 레트리뷰션
- 언차티드: 새로운 모험의 시작
- 언차티드: 파이트 포 포춘
- 데이즈 곤